# Regenboogstadion
Il Regenboogstadion (nome olandese, in italiano Stadio Arcobaleno) è il maggiore stadio di calcio della città di Waregem, in Belgio.
Ospita le partite casalinghe dello Zulte Waregem e in passato ospitò gli incontri domestici del Waregem fino al ritiro del club. Ha 6.800 posti a sedere e 8.500 in totale. Il campo è circondato da una pista.